# 1마일 달리기

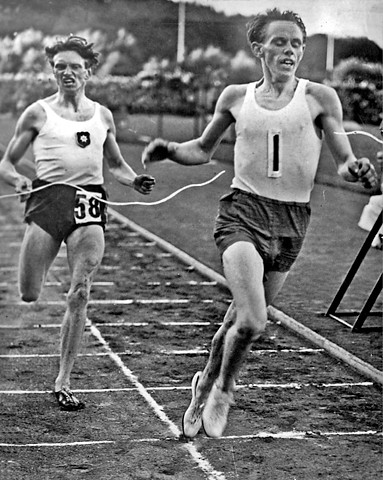
1942년

1마일 달리기(mile run)는 육상의 일종으로, 트랙 위를 1마일(약 1.6km)을 달리는 시간을 겨루는 중거리 종목이다. 42.195km를 달리며 인간의 극한에 도전하는 마라톤, 트라이애슬론과 같은 장거리 달리기 대신 남녀노소 누구나 참여할 수 있는 비교적 짧은 거리를 뛰는 1마일 달리기가 미국을 중심으로 유행하고 있다. 쉬운 종목이지만 마라톤만큼이나 운동 효과가 뛰어나다. 미국심장학회는 1마일 달리기가 마라톤 완주와 비슷한 수치로 사망률을 낮춰줄 뿐만 아니라, 운동 직후 혈액순환을 촉진하고 뇌를 활성화시켜 학업 능률에도 긍정적인 영향을 미친다고 밝혔다. 하버드대학교 의대 교수인 존 레이티의 저서 「운동화 신은 뇌」에는 네이퍼센트럴 고등학교의 전교생이 매일 아침 1마일 달리기를 한 뒤 전국 최고 수준의 학업 성취도를 기록하게 된 실제 사례가 소개되기도 했다.